# Jacob Früh
Jacob Früh, auch Jakob Früh, (* 6. Oktober 1867 in St. Gallen; † 29. August 1937 in Stuttgart) war ein Schweizer Architekt, der in Stuttgart lebte und arbeitete.

## Leben
In Stuttgart arbeitete Jacob Früh anfangs mit Carl Friedrich Beisbarth jun. zusammen. Er schuf später – teilweise zusammen mit Carl Heim (1859–1944) – zahlreiche Bauten für das Unternehmen Robert Bosch, darunter den sog. „Bau 11“, der als erstes Eisenbeton-Gebäude Stuttgarts gilt. Außerdem entwarf Früh auch die Privatvillen von Robert Bosch und zahlreiche andere Villen und Mehrfamilienhäuser in Stuttgart.
Früh war daneben Vorsitzender des Landesverbands Württemberg des Bundes Deutscher Architekten (BDA).

## Bauten und Entwürfe
- 1901: Fabrikgebäude, sog. „Bau 11“ für das Unternehmen Bosch in Stuttgart (nicht erhalten)
- 1902: Villa für Robert Bosch, Hölderlinstraße 7 in Stuttgart (nicht erhalten)
- 1902–1903: Verwaltungs- und Fabrikbauten für Bosch auf dem Bosch-Areal in Stuttgart (zusammen mit Carl Heim)
- 1907: jüdisches Altersheim Wilhelmsruhe in Sontheim bei Heilbronn (zusammen mit Carl Heim)
- um 1908/1910: Büro- und Geschäftshaus Wilhelmsbau, Kleine Königstraße 8 / Marienstraße 1 in Stuttgart
- 1909–1911: Villa Bosch, Heidehofstraße 31 in Stuttgart (zusammen mit Carl Heim; 1985/1986 umgebaut)
- 1910–1913: Büro- und Fabrikgebäude für das Unternehmen Bosch, Breitscheidstraße 4–8 in Stuttgart
- 1911–1913: Mehrfamilienhaus Eberhardstraße 47/49 in Stuttgart
- 1912–1914: Mehrfamilienhaus Reinsburgstraße 18 in Stuttgart
- 1923: Villa Gänsheidestraße 1 in Stuttgart (zusammen mit Carl Heim)
- 1937–1940: Robert-Bosch-Krankenhaus in Stuttgart (zusammen mit Heinz Mehlin)